# Samnites
|  | Per a altres significats, vegeu «Gladiador samnita». |

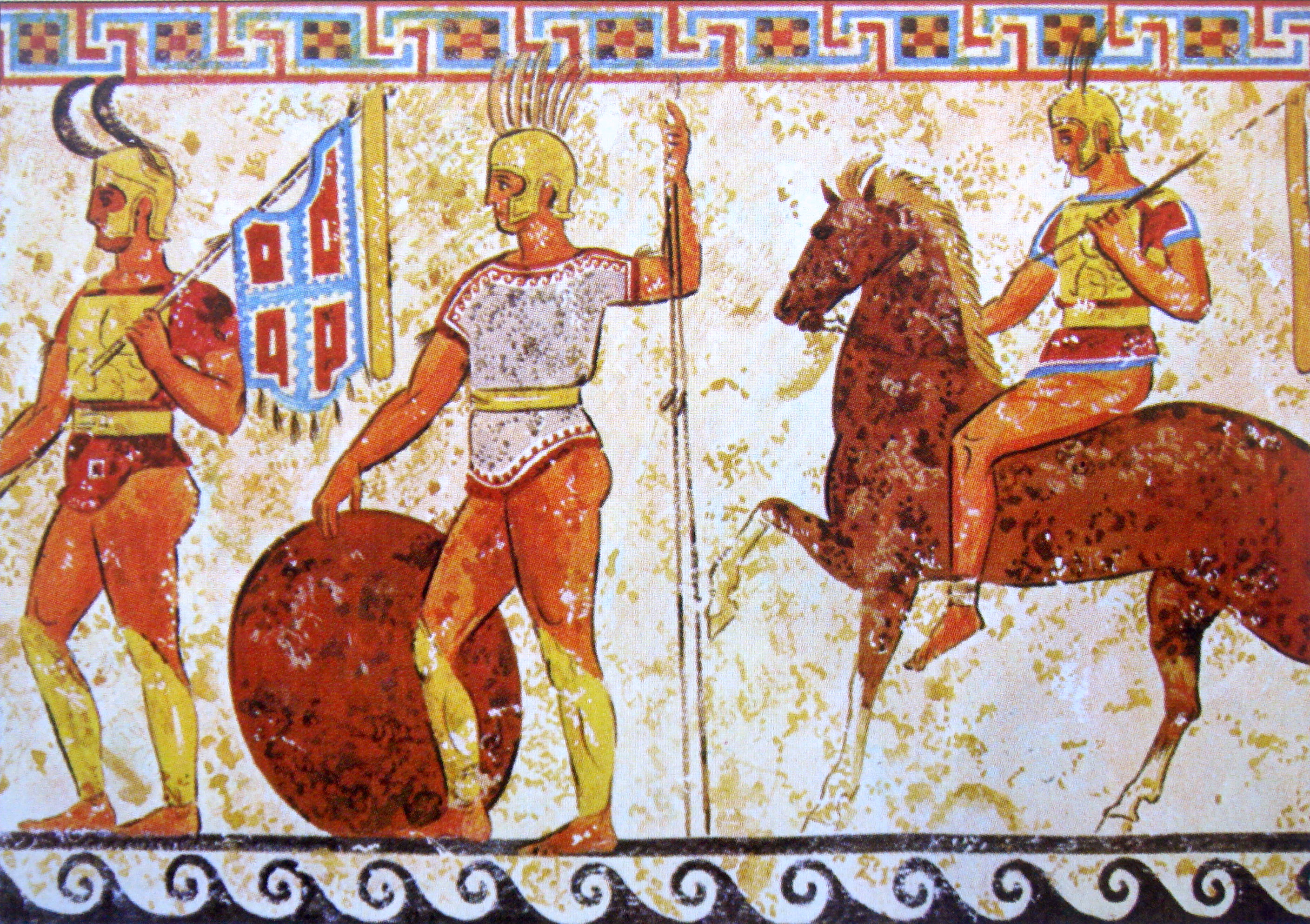
Soldats samnites, en una pintura del

Els samnites (en llatí clàssic: Samnīs, -ītis, en forma singular i Samnītes, -ium, en plural) eren una ètnia indoeuropea seminòmada que habitava al centre de la península Itàlica des del 1000 aC aproximadament. Segons la tradició, els samnites, juntament amb els sabins, arribaren al país dels opici i, després de fusionar-se amb aquests, donaren naixença a un poble nou, el dels oscs, un cop acabada la conquesta de la Campània. Lingüísticament, els samnites constitueixen, doncs, el grup meridional de la família de l'oscoúmbric, i llur cultura palesa una doble influència: de l'Apúlia i de la Campània.

## Etimologia
El nom samnites era el que empraven els romans per anomenar-los, però ells es deien a si mateixos Safineis, segons es dedueix de les inscripcions trobades.
S'ha proposat que tant la paraula samnites com la paraula sabelli procedeixen d'una mateixa arrel [sabh-] i el lingüista Julius Pokorny creu que es tracta d'una extensió de l'arrel [swo-bho-] [swe-bho-] amb el significat de pronom reflexiu de la qual derivaria el sufix anglès -self i molts noms de tribus europees de l'antiguitat com ara els sueus, els sèmnons, els serbis, etc.

## Organització social
Els samnites estaven dividits almenys en quatre tribus :
- Els Pentri, la tribu més important, amb la capital a Boviànum.[4]
- Els Caraceni, que habitaven la part alta del riu Sagrus, havent com a ciutats principals Cluviae i Juvanum.
- Els Caudini, amb capital a Caudium.
- Els Hirpini, amb la ciutat de Beneventum.

Més tard a aquestes tribus se'les va afegir els:
- Frentani, instal·lats al llarg de la costa de la mar Adriàtica, entre el riu Sangrus i Fortore, amb capital a Larínum.

## Història
Van conquerir Càpua (~421 o 438 aC) i més tard es van enfrontar amb els lucans, endinsant-se en la península de Calàbria, i enfrontant-se també amb les colònies gregues de la zona. Els samnites van fundar un estat al voltant de l'anteriorment etrusca Càpua i de la Cumes grega, adoptant una forma de vida més estable i pacífica a la qual es resistien els habitants de les muntanyes. Les terres riques i fèrtils d'Apúlia al sud, de la vall del Liris al nord i sobretot l'àrea a l'est de la Campània eren una temptació permanent per al pillatge.

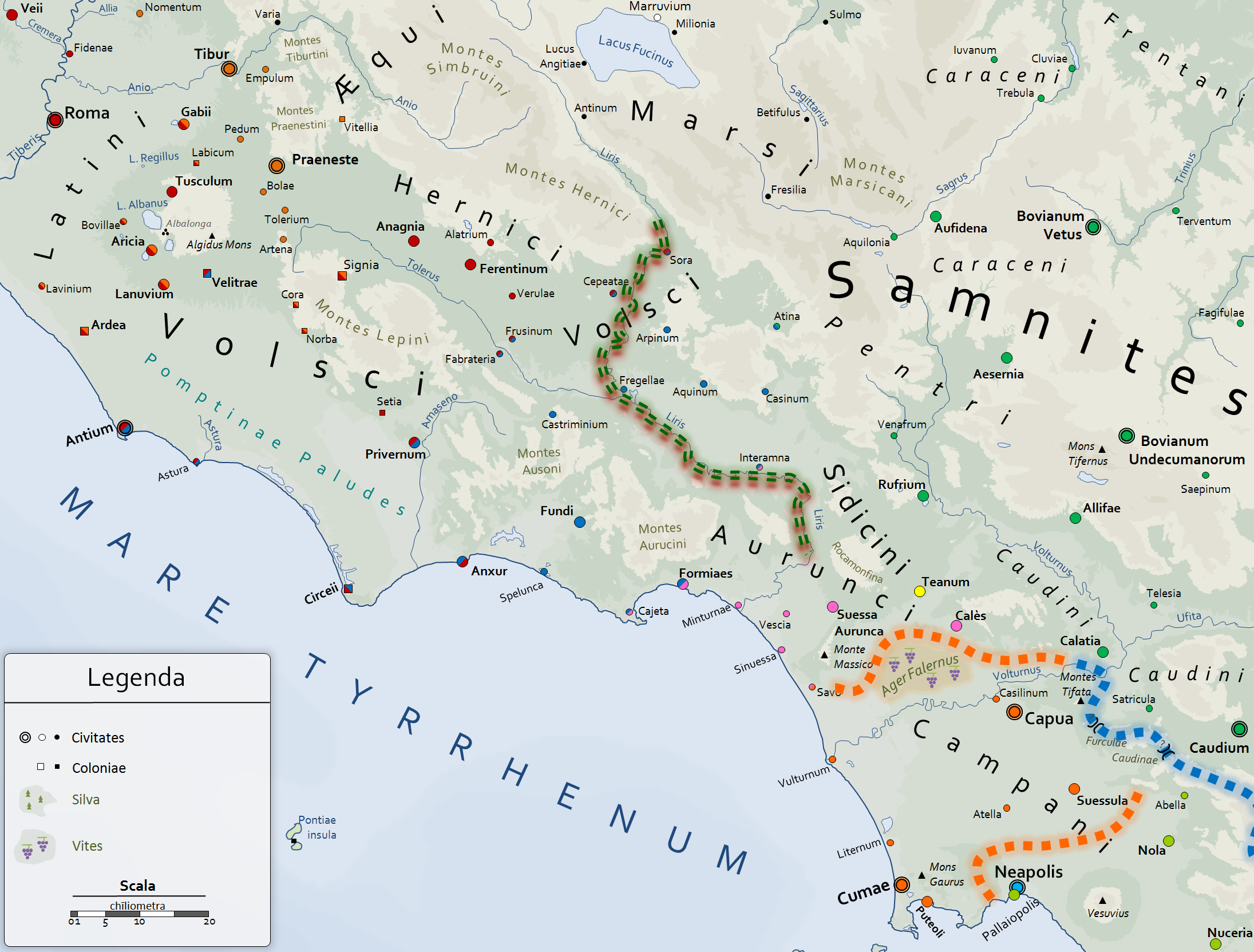
La conquesta de Teanum va iniciar un període de guerres. En verd el riu Liris, que feia de primera frontera natural.

L'any 355 aC Roma i els samnites van signar un acord, el contingut del qual no es coneix, però es creu que va servir per establir el riu Liris com a frontera natural entre tots dos.
Cap a l'any 345 aC els samnites van amenaçar els sidiquins de Teanum, aquests van plantar cara als samnites i als seus aliats els romans.
Un cop guanyada Teanum, els romans van continuar atacant per obtenir ells el predomini a la regió, posant fi a l'expansió dels samnites. S'arribà a un acord en què els samnites traslladaven la frontera a la vall superior del riu Volturno, més al sud, que el Liris, i a més havien de proporcionar tropes a Roma com a aliats seus. Fracassades algunes temptatives de redreçament (cap al 295 aC,), els samnites caigueren en decadència després de tres guerres (guerres samnites) fins que el 83 aC, en el transcurs de les guerres entre Mari i Sul·la, foren derrotats i exterminats.

## Economia
La seva economia estava lligada al camp, eren sobretot ramaders i l'agricultura era un complement important. L'animal que més valoraven eren les ovelles, per a la producció de llet i derivats, així com per llana. Durant l'estiu utilitzaven les pastures situades a gran alçada, durant l'hivern els samnites viatjaven juntament amb el seu bestiar llargues distàncies cap a zones de pastura a les terres baixes. Puglia era al centre d'aquesta transhumància.
Abans de la guerra social els samnites no van encunyar moneda, i això fa pensar que l'activitat comercial va ser escassa. Algunes ciutats samnites si que ho van fer però només quan van deixar de formar part de l'estat Samni.

## Política
En ser un poble relacionat amb la pagesia no existia en ells el concepte de ciutat estat, ni el de civitas com a centre de govern, el concepte de domini territorial era molt més ample. La base de l'administració i la política era la tribu (pagus), que s'associaven entre ells en determinats moments (touto). L'aristocràcia d'aquestes tribus monopolitzava el poder polític nomenant un meddix tuticus, un governant amb potestats militars, religioses i judicials. Aquest meddix tuticus rebia consell d'una assemblea anomenada kombennio o komparakio.
Els joves eren considerats els guardians de la Vero («porta»), paraula amb què es referien a la frontera de les seves terres; per tant s'esperava que estiguessin preparats en cas de guerra.

## Exèrcit samnita

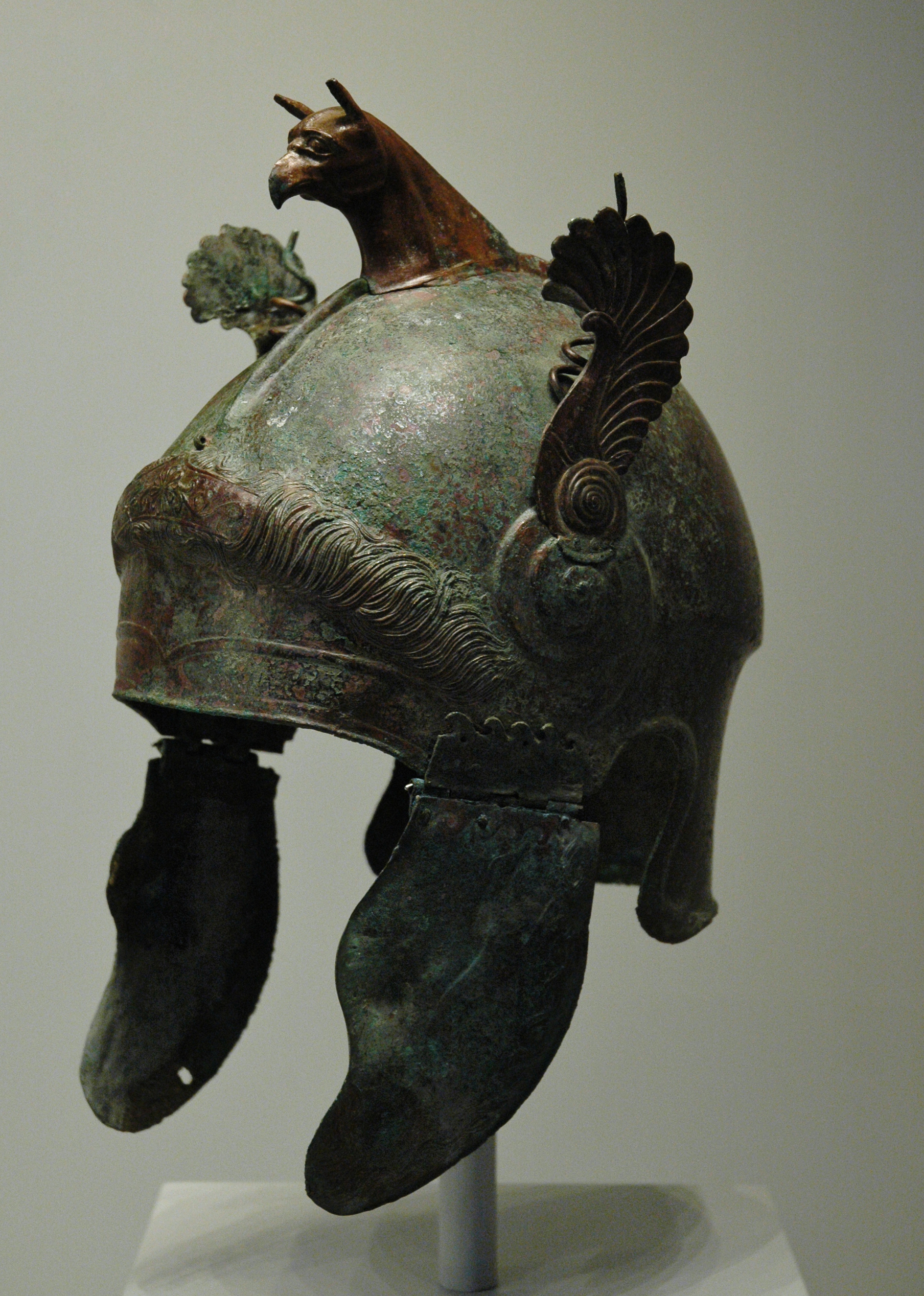
En nombroses tombes samnites s'han trobat cascs cerimonials com aquest, datat en l'any 300 aC

Els èxits inicials dels samnites contra els romans en el terreny muntanyós confirmen que utilitzaven tàctiques de batalla flexibles i obertes, en lloc d'implementar una falange atapeïda. Cal afegir que la seva càrrega inicial era molt difícil de contenir, pel que en més d'una ocasió van trencar les línies romanes, penetrant fins als triaris. Les armes que feien servir eren, segons Diodor de Sicília i la informació aportada per la inscripció anomenada Ineditum Vaticanum, una llança (pílum) i un escut de forma el·líptica, dividida verticalment en dues per una nervadura amb una ansa al centre. Els romans van aprendre d'ells l'ús d'aquest tipus d'armes, a més de copiar les seves tàctiques i l'ús de la cavalleria. La impressió general era que no anaven massa carregats amb el pes d'una armadura o d'altres armes a més de la llança, cosa que els donava rapidesa i agilitat en l'atac.
Un dels tipus de gladiadors (gladiador samnita) als espectacles romans copiava l'armament d'aquest poble, per això va perdurar el nom de "samnita". Aquests gladiadors lluitaven amb una espasa corba juntament amb el seu escut allargat de forma oval, semblant al dels hoplites grecs.

## Samnites destacats

### Dirigents samnites
- Gai Ponci ca. 320 aC[24]
- Gellius Egnatius ca. 296 aC[25]

### Sublevats contra Sul·la
- Gai Papi Mutil 90-89[26]
- Ponci Telesí Major[27]

### Amb ciutadania romana
- Ponç Pilat - cinquè Prefecte de la província romana de Judea els anys 26–36.

## Religió
Les seves creences religioses eren properes a la màgia i a la fetilleria, que expressaven a través de la cerimònia del Ver Sacrum, relacionada amb un animal sagrat.
La principal font d'informació pel que fa als elements de la religió dels samnites és la Tabula Agnonensis, una placa de bronze que data del 250 aC aproximadament, perfectament conservada, que mesura 27x15 centímetres i es troba al Museu Britànic. Ambdues parts porten inscripcions en osc, l'idioma dels samnites. S'esmenten 17 deïtats, si es compten els dos aspectes de Júpiter, tots connectats amb l'agricultura, els altars eren hortus, és a dir, que no eren construccions humanes sinó que utilitzaven espais naturals als boscos sagrats arcaics. A continuació s'enumeren les deïtats esmentades en aquesta tauleta i al costat l'equivalent en la religió romana.
- Kerres - Cerere
- Vezkeí –
- Evklúí Patereí – Mercuri
- Futreí Kerríiaí - Persèfone
- Anter Stataí - Stata Mater, la llevadora
- Ammaí Kerríiaí - Maia
- Diumpaís Kerríiaís - Les Nimfes de les deus
- Liganakdíkei Entraí - relacionada amb els fruits
- Anafríss Kerríiuís - nimfes de la pluja
- Maatúís Kerríiúís - relacionada amb el part i l'alletament, i donadora de rosada als cultius
- Diúveí Verehasiúí - Júpiter Virgator, que presidia el pas de les estacions
- Diúveí Regatureí - Júpiter Pluvio;
- Hereklúí Kerríiuí - Hèrcules;
- Patanaí Piístíaí - protectora del vi i que feia madurar les espigues dels cereals
- Deívaí Genetaí - Mana Geneta
- Pernaí Kerríiaí - Pales, protectora dels pastors
- Fluusaí – Flora, protectora dels brots